# Calvari de Tortosa
El Calvari és una obra arquitectònica de Tortosa (Baix Ebre) de caràcter religiós, inclosa en l'Inventari del Patrimoni Arquitectònic de Catalunya. Està situat al costat de l'antiga església de Sant Francesc, al barri de Santa Clara.

## Descripció
S'hi accedeix des del carrer per un reixat. Hi ha diversos elements: una alta creu d'obra i ferro forjat, dedicada als caiguts a la Guerra Civil, i el Calvari o Via Crucis. Aquests s'estableixen com un recorregut que va remuntant en ziga-zaga el desnivell del terreny, on es distribueixen a distàncies regulars petits elements arquitectònics de tipologia comuna: de planta quadrada sobre basament arrebossat simulant obra de carreus i amb paraments laterals fets de rajola vista, amb entaulament llis, coberta a dos vessants i frontó trepat. A la part superior del recorregut hi destaca l'element central, de factura neoclàssica, amb la façana de pedra: sobre basaments de carreus i parament amb arc de mig punt central, flanquejat per dos parells de columnes de mitja canya d'ordre dòric romà i frontó circular. L'interior és una capella amb volta de quadrant d'esfera.

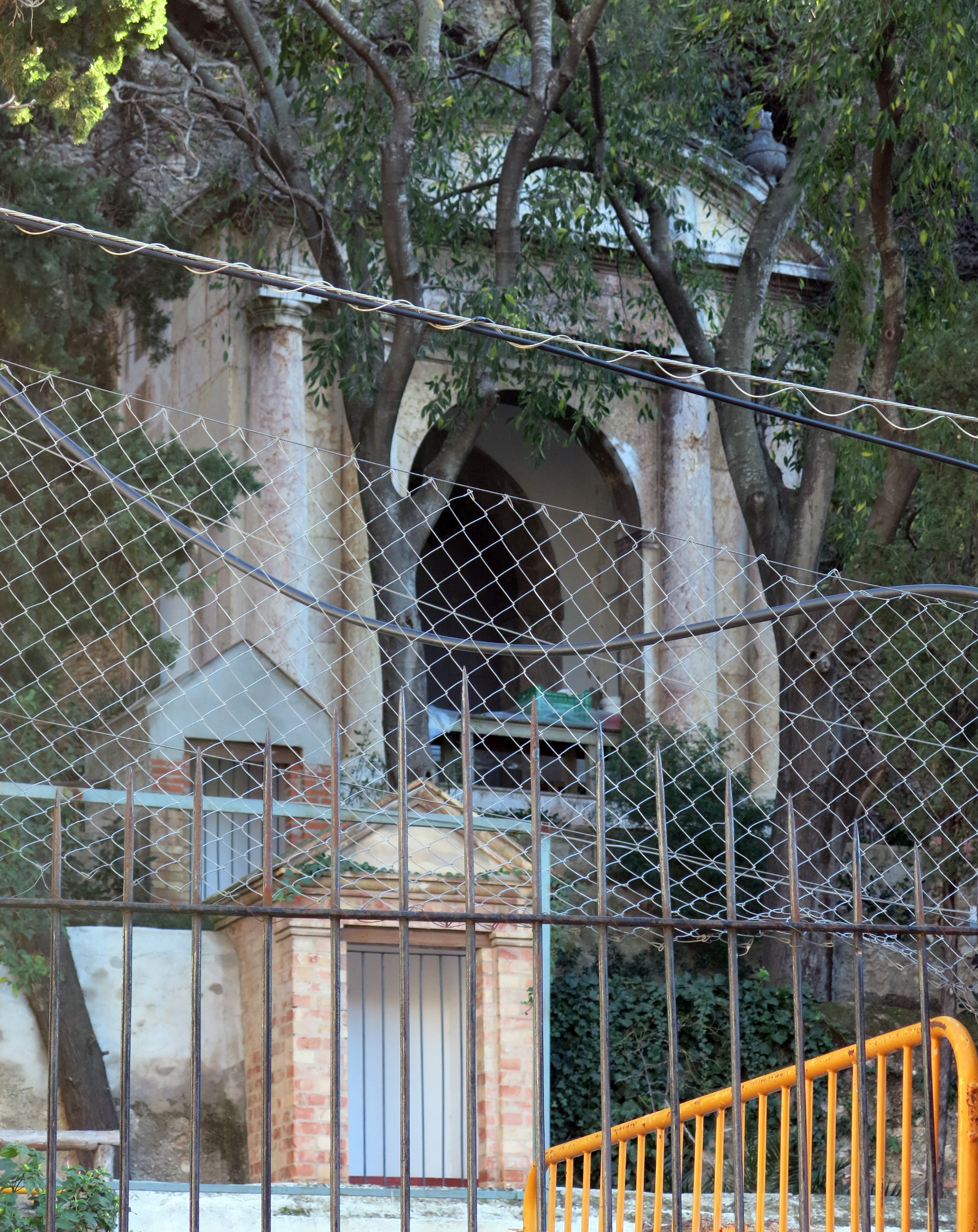
Les capelles del Calvari vistes des de la reixa de la pujada de Sant Francesc, amb la principal a la part superior

## Història
El 1730 ja existia. Construïdes les capelles de les tretze estacions del Calvari, fou renovada la número XII, de pedra, de la qual es van obrir els fonaments el 30 novembre de 1828. La primera pedra fou col·locada el 25 de gener de 1829, tot i que el sòcol s'acabà el 6 de març de 1829, i el 24 d'octubre de 1829 s'arribà fins als capitells. Per tant, l'obra no fou conclosa fins al 19 de novembre de 1931. Els xiprers són, segurament, els originals del segle xviii. A cada estació hi havia quadres antics fins al 1828, que foren substituïts per figures escultòriques: des de 1827 eren de Josep Ferrer, que van passar al calvari de Tivenys, i a partir de 1850 eren de Martí Quadrado, barceloní, i a l'estació núm. XII del tarragoní Vicent Roig i de Ramon Cerveto, Josep Asensio i Josep M. Beltri. Degueren desaparèixer durant la darrera guerra.